# Notoxus montivagus
Notoxus montivagus es una especie de coleóptero de la familia Anthicidae.

## Distribución geográfica
Habita en Uzbekistán.